# Mecano: Grandes éxitos
Mecano: Grandes éxitos es un álbum recopilatorio que contiene las canciones más exitosas de la banda de pop Mecano, publicado el 26 de noviembre de 2005. Incluye dos CD de audio contentivo de canciones sencillos y no-sencillos y un DVD con la mayoría de los videoclips oficiales del grupo. En un principio esta caja recopilatoria iba a tener el nombre de Mecanografía e iba a incluir canciones inéditas del grupo: «El Romance de la niña María Luz», «El pez», entre otras. Aparentemente, debido a la filtración de la primera el proyecto fue abandonado convirtiéndose solamente en un recopilatorio. Este recopilatorio sale publicado el 31 de octubre de 2005 en formato de digipack despleglable en edición ordinaria (empaque de cartón semi-duro).

## Contenido

### CD 1
| N.º | Título                        | Escritor(es)                               | extraído de                                 | Duración |  |
| 1.  | «Hoy no me puedo levantar»    | José María Cano, letra; Nacho Cano, música | Mecano                                      | 3:18     |  |
| 2.  | «Me colé en una fiesta»       | Nacho Cano                                 | Mecano                                      | 4:16     |  |
| 3.  | «Maquillaje»                  | Nacho Cano                                 | Mecano                                      | 2:31     |  |
| 4.  | «Barco a Venus»               | Nacho Cano                                 | Dónde está el país de las hadas?            | 3:19     |  |
| 5.  | «Hawaii-Bombay»               | José María Cano                            | Viene el Sol                                | 4:11     |  |
| 6.  | «Aire»                        | José María Cano                            | Viene el Sol                                | 4:34     |  |
| 7.  | «Ay, qué pesado»              | Nacho Cano                                 | Entre el Cielo y el Suelo                   | 3:59     |  |
| 8.  | «Cruz de navajas»             | José María Cano                            | Entre el Cielo y el Suelo                   | 5:02     |  |
| 9.  | «Me cuesta tanto olvidarte»   | José María Cano                            | Entre el Cielo y el Suelo                   | 2:54     |  |
| 10. | «Hijo de la Luna»             | José María Cano                            | Entre el Cielo y el Suelo                   | 4:20     |  |
| 11. | «No hay marcha en Nueva York» | José María Cano                            | Descanso Dominical                          | 4:18     |  |
| 12. | «Los amantes»                 | Nacho Cano                                 |                                             | 2:55     |  |
| 13. | «Mujer contra mujer»          | José María Cano                            | Descanso Dominical/Une Femme Avec Une Femme | 4:07     |  |
| 14. | «Un año más»                  | Nacho Cano                                 | Descanso Dominical                          | 4:33     |  |
| 15. | «Por la cara»                 | Nacho Cano                                 | Descanso Dominical                          | 3:07     |  |

### CD 2
| N.º | Canción                                | Autor           | Duración |
| --- | -------------------------------------- | --------------- | -------- |
| 01. | "«Eungenio» Salvador Dalí"             | José María Cano | 5:28     |
| 02. | "La fuerza del destino"                | Nacho Cano      | 5:12     |
| 03. | "Quédate en Madrid"                    | José María Cano | 2:18     |
| 04. | "El cine"                              | Nacho Cano      | 4:03     |
| 05. | "El blues del esclavo" (versión tango) | José María Cano | 4:39     |
| 06. | "El 7 de septiembre"                   | Nacho Cano      | 5:03     |
| 07. | "Naturaleza muerta"                    | José María Cano | 5:05     |
| 08. | "Dalai Lama"                           | Nacho Cano      | 5:33     |
| 09. | "Una rosa es una rosa"                 | José María Cano | 4:51     |
| 10. | "El fallo positivo"                    | Nacho Cano      | 4:01     |
| 11. | "Tú"                                   | José María Cano | 4:18     |
| 12. | "El uno, el dos, el tres"              | José María Cano | 4:43     |
| 13. | "J.C."                                 | Nacho Cano      | 4:22     |
| 14. | "Bailando salsa"                       | José María Cano | 4:11     |
| 15. | "1917" (instrumental)                  | Nacho Cano      | 4:16     |

### DVD
| N.º | Videoclip                     | Autor                                                   | Publicación                                           |
| --- | ----------------------------- | ------------------------------------------------------- | ----------------------------------------------------- |
| 01. | "Hoy no me puedo levantar"    | Nacho Cano                                              | ℗ 1982 RTVE/SONI BMG Music Entertainment España, S.L. |
| 02. | "Perdido en mi habitación"    | Nacho Cano                                              | ℗ 1982 RTVE/SONI BMG Music Entertainment España, S.L. |
| 03. | "Japón"                       | Nacho Cano                                              | ℗ 1984 RTVE/SONI BMG Music Entertainment España, S.L. |
| 04. | "Hawaii-Bombay"               | José María Cano                                         | ℗ 1984 RTVE/SONI BMG Music Entertainment España, S.L. |
| 05. | "No es serio este cementerio" | José María Cano                                         | ℗ 1986 RTVE/SONI BMG Music Entertainment España, S.L. |
| 06. | "Hijo de la Luna"             | José María Cano                                         | ℗ 1986 RTVE/SONI BMG Music Entertainment España, S.L. |
| 07. | "No hay marcha en Nueva York" | José María Cano                                         | ℗ 1988 RTVE/SONI BMG Music Entertainment España, S.L. |
| 08. | "Mujer contra mujer"          | José María Cano                                         | ℗ 1988 RTVE/SONI BMG Music Entertainment España, S.L. |
| 09. | "La fuerza del destino"       | Nacho Cano                                              | ℗ 1988 RTVE/SONI BMG Music Entertainment España, S.L. |
| 10. | "Figlio della Luna"           | José María Cano / Adaptación al italiano: Marco Luberti | ℗ 1989 RTVE/SONI BMG Music Entertainment España, S.L. |
| 11. | "El 7 de septiembre"          | Nacho Cano                                              | ℗ 1991 RTVE/SONI BMG Music Entertainment España, S.L. |
| 12. | "Naturaleza muerta"           | José María Cano                                         | ℗ 1991 RTVE/SONI BMG Music Entertainment España, S.L. |
| 13. | "Dalai Lama"                  | Nacho Cano                                              | ℗ 1991 RTVE/SONI BMG Music Entertainment España, S.L. |
| 14. | "Dalai Lama" (club remix)     | Nacho Cano                                              | ℗ 1991 RTVE/SONI BMG Music Entertainment España, S.L. |
| 15. | "Una rosa es una rosa"        | José María Cano                                         | ℗ 1991 RTVE/SONI BMG Music Entertainment España, S.L. |
| 16. | "El fallo positivo"           | Nacho Cano                                              | ℗ 1991 RTVE/SONI BMG Music Entertainment España, S.L. |
| 17. | "Tú"                          | José María Cano                                         | ℗ 1991 RTVE/SONI BMG Music Entertainment España, S.L. |
| 18. | "El club de los humildes"     | Nacho Cano                                              | ℗ 1998 RTVE/SONI BMG Music Entertainment España, S.L. |
| 19. | "Stereosexual"                | José María Cano                                         | ℗ 1998 RTVE/SONI BMG Music Entertainment España, S.L. |
| 20. | "Otro muerto"                 | José María Cano                                         | ℗ 1998 RTVE/SONI BMG Music Entertainment España, S.L. |

- Datos: Q5404895